# Christel Jennis
Christel Jennis (9 april 1964) is een Belgische voormalige atlete, die gespecialiseerd was in de middellange afstand en het veldlopen. Zij werd eenmaal Belgisch kampioene.

## Loopbaan
Jennis behaalde tussen 1978 en 1981 vier opeenvolgende Belgische jeugdtitels in het veldlopen. In 1981 werd ze op de 3000 m Belgisch kampioene. Op dezelfde afstand werd ze dat jaar vierde op de Europese kampioenschappen voor junioren. In 1984 nam ze deel aan de wereldkampioenschappen veldlopen. Ze werd vijfendertigste.
Jennis was aangesloten bij Duffel AC.

## Belgische kampioenschappen
| Onderdeel | Jaar |
| --------- | ---- |
| 3000 m    | 1981 |

## Persoonlijke records
| Onderdeel | Prestatie | Datum        | Plaats  |
| --------- | --------- | ------------ | ------- |
| 1500 m    | 4.18,84   | 1983         | Rhede   |
| 3000 m    | 9.15,16   | 24 juli 1983 | Brussel |

## Palmares

### 3000 m
- 1981:  BK AC - 9.20,22
- 1981: 4e EK U20 in Utrecht - 9.28,66
- 1983:  BK AC - 9.15,16
- 1984:  BK AC - 9.24,76

### veldlopen
- 1984: 35e WK in East Rutherford